# Scott Rand (Dartspieler)
Scott Rand (* 4. Juli 1975 in Coventry) ist ein ehemaliger englischer Dartspieler, welcher der Professional Darts Corporation angehörte und von 2011 bis 2014 die PDC Tour Card besaß.

## Karriere
Im Gegensatz zu den meisten anderen Dartsprofis stieg Rand mit seiner Karriere direkt bei der Professional Darts Corporation ein. Sein erstes Turnier war das PDPA Players Championship Derby 2 am 17. April 2010, wo er nach Siegen über Brendan Dolan sowie Nick Fullwell direkt in die dritte Runde einzog und gegen William O’Connor Schluss war. Von da an spielte er auch die meisten restlichen Players Championship-Turniere des Jahres und erreichte dabei zweimal das Achtelfinale. Bei den letzten drei UK Open Qualifiers 2010 war Rand ebenfalls am Start und konnte sich mit seinen Leistungen noch für die UK Open im Juni qualifizieren. Hier spielte sich Rand nach einem 6:1 gegen Andy Murray und einem 6:3 gegen Jyhan Artut in die Runde der letzten 96. Anschließend verlor er jedoch gegen Anthony Broughton mit 4:6.
Zu Beginn Dafür des Jahres 2011 erhielt er als Teil der Top 101 der PDC Order of Merit die neu eingeführte PDC Tour Card.
Schnell spielte sich Rand in sein erstes PDC-Pro-Tour-Viertelfinale, indem er beim PDPA Players Championship Derby 2 unter anderem gegen Steve Farmer, Peter Wright und Magnus Caris gewinnen konnte, bevor er gegen Mervyn King ausschied.
Nach einer soliden UK Open Qualifiers-Saison mit zwei Achtelfinals kam Rand ebenfalls ins Viertelfinale beim PDPA Players Championship Austria 1 sowie auch ein erstes Halbfinale beim PDPA Players Championship Crawley 4.
Bei den UK Open 2011 enttäuschte Rand jedoch, indem er in Runde 1 gegen Steve Beaton mit 2:4 ausschied. Seine Erfolge auf der Pro Tour sorgten dafür, dass er sich über die PDC Players Championship Order of Merit für das World Matchplay qualifizierte. Hier verlor er aber sein erstes Match gegen Wayne Jones mit 6:10.
Zwei weitere Halbfinals beim PDPA Players Championship Netherlands 3 und PDPA Players Championship Ireland 1 sowie ein Viertelfinale bei der Killarney Pro Tour sorgten für die Qualifikation für die Players Championship Finals sowie seine erste PDC World Darts Championship.
Bei den Finals stieg Rand mit einem soliden 6:2-Erfolg gegen Jamie Caven ein, welchen er mit einem 8:6-Sieg über Ex-Weltmeister Raymond van Barneveld bestätigen konnte. Auch im Viertelfinale behielt Rand die Oberhand, indem er James Wade mit 9:5 besiegte. Im Halbfinale traf er dann auf Kevin Painter, welcher zwar von Rand bis in den Last-Leg-Decider gezwungen wurde, dort aber sich dann doch durchsetzte und schließlich auch das Turnier gewann.
Bei Rands erster WM-Teilnahme wurde er zunächst der Nummer 20 der Welt, Andy Smith, zugelost. Rand zeigte hierbei eine so starke Performance, dass er bei seinem 3:0-Sieg in Sätzen seinem Gegner nicht mal ein Leg überließ. In der zweiten Runde gegen Colin Lloyd verlor er dann allerdings trotz seines besseren Averages mit 1:4.
Bei den UK Open Qualifiers 2012 zog Rand dann wieder in ein Viertelfinale ein. Außerdem gab er sein Debüt auf der European Darts Tour, indem er im April die Austrian Darts Open spielte – jedoch ohne einen Sieg davonzutragen.
Nach einem ersten Sieg bei den UK Open gegen Andy Murray verlor er in der Runde darauf gegen Andy Smith mit 6:9.
Bei den European Darts Open spielte Rand sein erstes Zweitrundenmatch auf der European Tour, nachdem er ein Freilos gegen Gary Anderson erhielt. Er konnte sich jedoch nicht gegen Richie Burnett durchsetzen. Beim Players Championship Nummer 13 zog Rand erneut in ein Pro Tour-Halbfinale ein, welches er nur knapp gegen Robert Thornton verlor.
Bei den Dutch Darts Masters gewann Rand dann erstmals ein Match sportlich auf der European Tour, indem er sich mit 6:3 gegen Colin Lloyd durchsetzte, bevor er einen Whitewash gegen Andy Smith kassierte.
Für die PDC World Darts Championship 2013 war Rand dann erneut über die PDC Pro Tour Order of Merit qualifiziert. In der ersten Runde traf er dabei auf Kim Huybrechts und setzte sich knapp mit 2:3 in Sätzen durch. Gegen Wes Newton konnte er aber keinen Satz gewinnen.
Bei den UK Open Qualifiers 2013 spielte Rand erneut ein Halbfinale, konnte bei den UK Open selbst jedoch nicht besonders auftrumpfen. Gleich sein erstes Match verlor er gegen John Henderson mit 7:9.
Beim Players Championship Nummer 8 schied Rand erst im Halbfinale gegen Simon Whitlock aus. All das kombiniert mit einem Zweitrundenmatch bei der Gibraltar Darts Trophy reichte nicht aus, um sich erneut für die PDC World Darts Championship zu qualifizieren.
Auf der PDC Pro Tour 2014 konnte Rand schließlich kaum Erfolge erzielen. Nicht mal die Qualifikation für die UK Open gelang. Nach der Teilnahme am UK Qualifier für den European Darts Grand Prix beendete Rand dann vorzeitig seine Dartskarriere.

## Weltmeisterschaftsresultate

### PDC
- 2012: 2. Runde (1:4-Niederlage gegen  Colin Lloyd)
- 2013: 2. Runde (0:4-Niederlage gegen  Wes Newton)